# Becker (Malerfamilie)

Wappen Becker

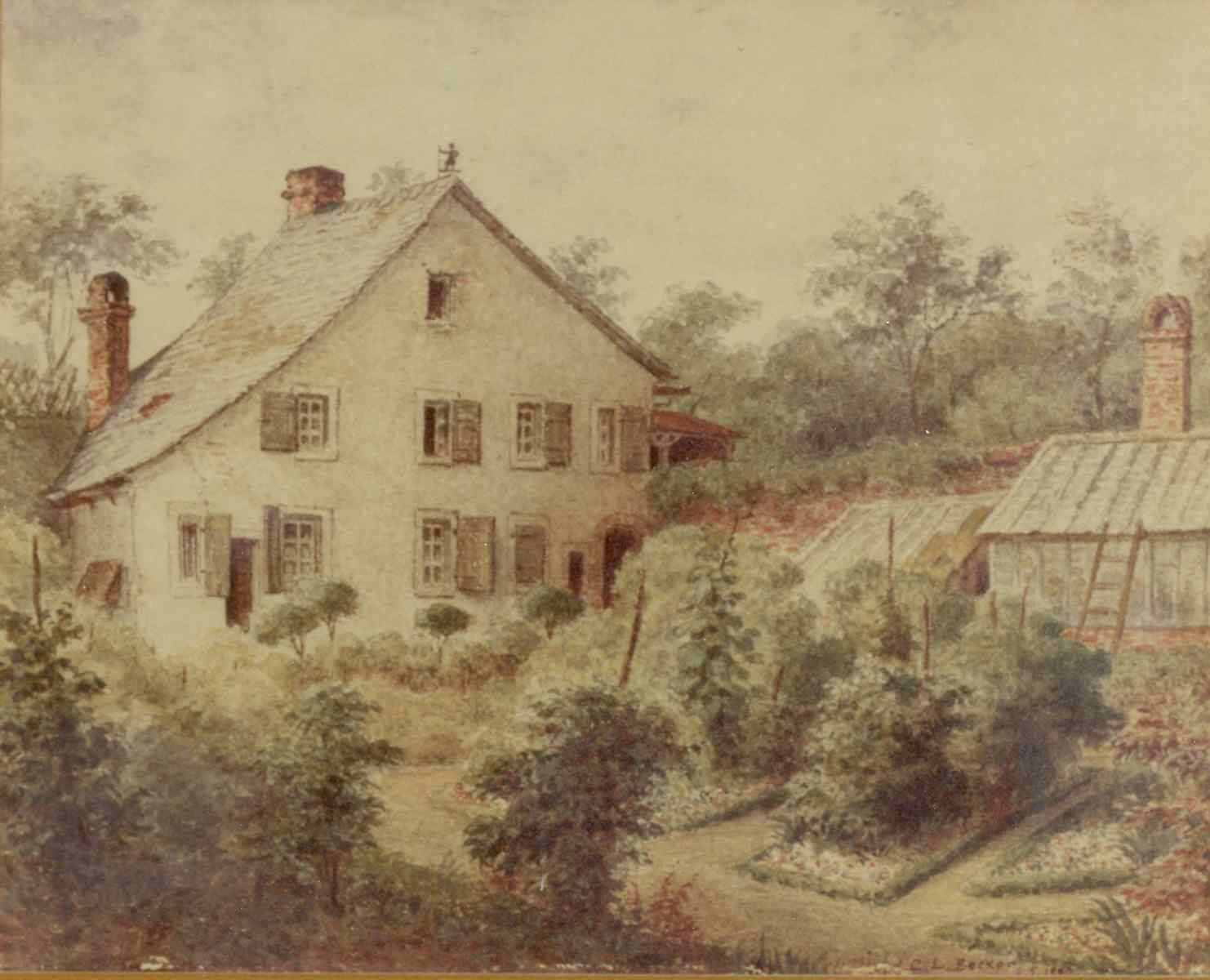
Carl Leonhard Becker:
Großväterliche und väterliche Gärtnerei zu Bonn (1869)

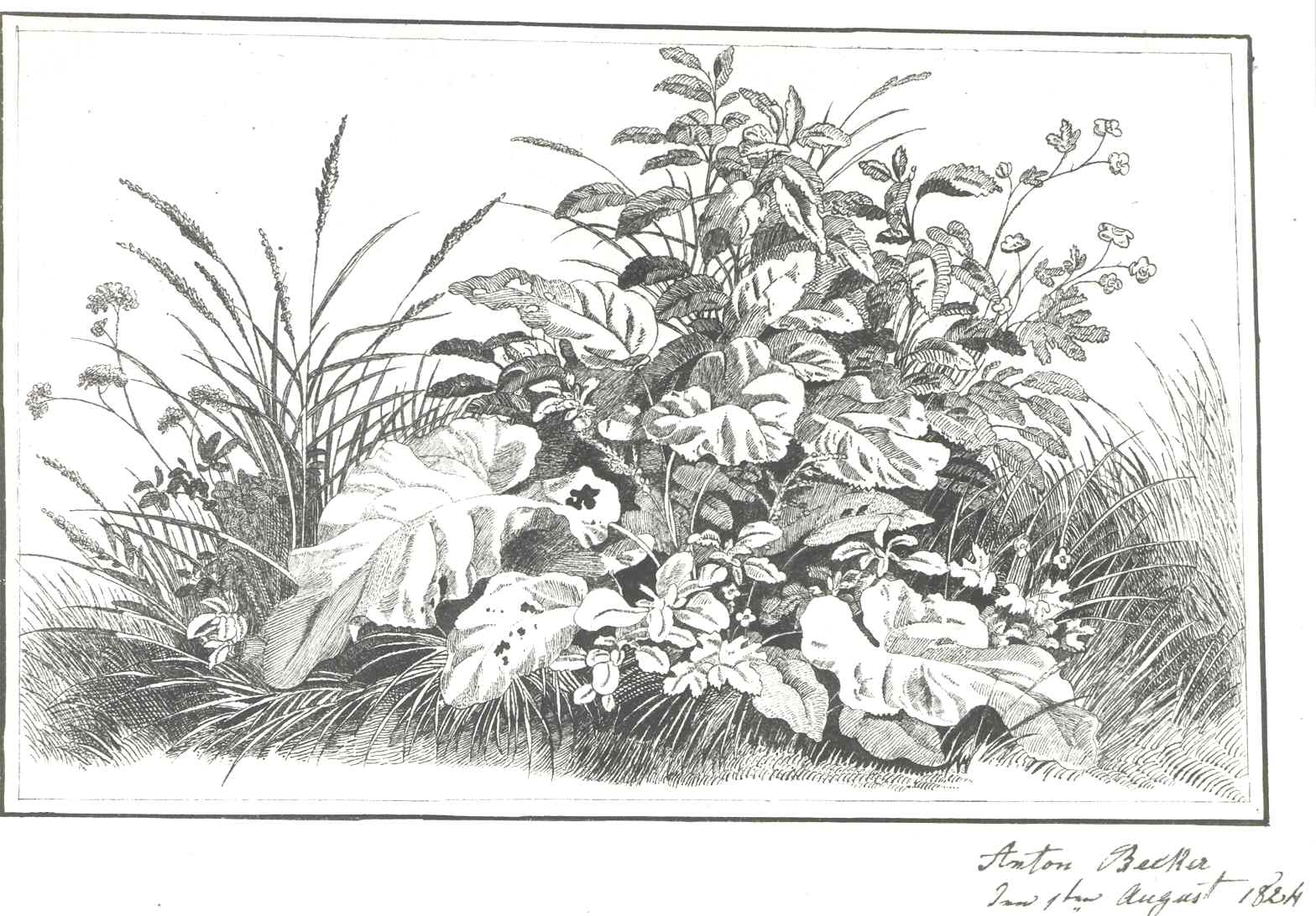
Anton Becker 1824

Die Becker sind eine Malerfamilie des 19., 20. und 21. Jahrhunderts, deren Vorfahren Kunst- und Landschaftsgärtner zu Bonn waren. Bekanntestes Familienmitglied ist die Leichtathletin und mehrfache Weltrekordlerin Ruth Engelhard geb. Becker (1909–1975).

## Familienmitglieder u. a.
1. Anton Becker (1803–1853), Kunst- und Landschaftsgärtner und Zeichner
  1. Carl Leonhard Becker (1843–1917), Maler und Kupferstecher ⚭ Franziska Berke (1851–1903)
    1. Elisabeth Becker (1874–1942) ⚭ Joseph Geyser (1869–1948), Philosoph
      1. Maria Elisabeth Geyser (1912–2008), Bundesrichterin

    2. Hans-Josef Becker-Leber (1876–1962), Maler ⚭ Sophia Becker-Leber geb. Leber (1869–1952), Malerin
      1. Hans Bruno Becker (* 1903), Kunstausbildung in Berlin, Maler, Zeichner und Grafiker
        1. Diana Becker (* 1950), Malerin und Graphikerin ⚭ Konrad Schulz (1940–2001), Maler, Graphiker, Bildhauer und Objektkünstler
        2. Gloria Becker (* 1958) ⚭ Hans-Otto Mertens (* 1944), Manager von Otto Waalkes, Mitinhaber von Rüssl Räckords

      2. Eleonore Becker (* 1905), begann mit Unterstützung der Eltern nach der Eheschließung zu malen ⚭ 1923 Karl Deventer, Ölfabrikant
      3. Helmar Becker-Berke (1906–1980), Maler, Zeichner und Grafiker ⚭ in erster Ehe Bessie Becker (1919–1971), Modedesignerin, Modephotographin, Werbedesignerin und Kostümbildnerin
        1. Marietta Bonnet geb. Becker, deutsch-dänische Malerin, Eigentümerin der „Galleri Krebsen“ in Kopenhagen ⚭ Tor Wergeland (* 1951), Associate Professor an der Copenhagen Business School und Visiting Professor an der Shanghai Maritime University

    3. Bruno Becker (1877–1916), Architekt
    4. Maria Becker (1880–1915)
    5. Peter Becker (1884–1974), besuchte ab 1903 das Seminar für Zeichenlehrer an der Kunstschule Berlin und wurde Oberschulrat
    6. Leo-Heino Becker-Berke († 1980), Maler und Zeichenlehrer an einem Gymnasium in Berlin ⚭ Ella N.N.
      1. Ruth Engelhard geb. Becker (1909–1975), Leichtathletin, Deutsche Meisterin und Weltrekordlerin ⚭ Hermann Engelhard (1903–1984), Leichtathlet, zweifacher Medaillengewinner Olympia 1928
      2. Gisela Becker-Berke, Schauspielerin

    7. Carl Becker-Berke (1891–1961), Regierungsdirektor
      1. Gerd Becker-Berke
      2. Reiner Becker-Berke, Notar
        1. Monika Becker-Berke (* 1959) ⚭ Hans-Gerd Jauch (* 1953) Insolvenzverwalter

## Wappen
Carl Leonhard Becker 1897: Durch einen blauen Fluss geteilt. Oben in Silber auf grünem Grund eine natürliche, beblätterte rote Rose, unten in Rot eine silberne Brezel. Auf dem Helm mit rot-silbernem Wulst und rot-silberner Decke ein wachsender Mann in weiß besetztem roten Rock mit Rot und Weiß befiedertem schwarzem Hut, in der Rechten die Rose, in der Linken die silberne Brezel.

## Name
Neben „Becker“ wurden verschiedene Künstlernamen geführt. Die Namensform „Becker-Berke“ entstand aufgrund Namensänderung für den Regierungsdirektor Carl Becker-Berke (1891–1961) und seine Nachkommen. Carl Becker-Berke gestattete den weiteren Namensträgern Becker-Berke, den Namen zu führen, nach 1980 führte ihn auch die Witwe von Helmar Becker-Berke.

## Begräbnisstätte
Das Familienbegräbnis liegt auf dem Alten Friedhof Bonn gegenüber dem Grab von Maria Magdalena Beethoven, Mutter Ludwig van Beethovens.